# Willoughby Cotton
Sir Willoughby Cotton (1783 – 4 maggio 1860) è stato un militare britannico.

## Origini
Willoughby Cotton nacque nel 1783, figlio del viceammiraglio Rowland Cotton e di Elizabeth Aston. I due ebbero anche una figlia, Sydney Arabella Cotton. Rowland Cotton era il secondo figlio di Sir Lynch Cotton, 4º baronetto e proveniva da una famiglia di Chester; Elizabeth era la figlia maggiore di Sir Willoughby Aston, 5º baronetto Aston, di Aston (Cheshire).
Willoughby Cotton sposò Lady Augusta Maria Coventry il 16 maggio 1806 a Marylebone, Londra. Insieme ebbero tre figli: Augusta Mary Cotton, Willoughby Cotton e Corbet Cotton.

## Formazione
Cotton entrò alla Rugby School all'età di 12 anni, nel 1795. All'età di 14 anni fu uno dei leader della Grande Ribellione del novembre 1797. Indispettiti dall'atteggiamento del preside, il dottor Henry Ingles (1794-1806), in seguito alla rottura di una finestra, gli studenti fecero saltare la porta della sua aula con la polvere da sparo, bruciarono banchi e libri e si ritirarsi sull'Island (un tumulo funerario dell'età del bronzo circondato da un fossato). Ingles chiamò la milizia locale, dopodiché fu letto il Riot Act e l'Island fu presa. I soldati aggirarono il gruppo di ribelli e, attraversato il fossato spade alla mano, li fecero tutti prigionieri. Cotton fu tra gli studenti espulsi in seguito a questa rivolta.

## Carriera militare
Il 31 ottobre 1798 Cotton entrò come alfiere nel Primo Battaglione della Terza Guardia (rinominata Scots Guards nel 1831). Il 25 novembre 1799 ottenne il grado di tenente. Nel 1805 prese parte alla spedizione in Hannover e nel 1807 alla spedizione di Copenhagen, entrambe comandate da William Cathcart, I conte Cathcart. Cotton fu nominato aiutante generale della riserva sotto il comando di Arthur Wellesley (futuro Duca di Wellington) e partecipò alla battaglia di Køge (29 agosto 1807).
Cotton fu inviato nella penisola iberica nell'aprile 1809, dove prestò servizio come aiutante generale della Light Division sotto il generale di brigata. Robert Craufurd. Cotton fu presente durante tutta la ritirata verso le linee di Torres Vedras e la successiva avanzata, entrando in azione nella battaglia della Côa. Il 12 giugno 1811 raggiunse il grado di tenente colonnello nella Terza Guardia e tornò in Inghilterra in agosto. Cotton tornò nella penisola iberica nell'aprile del 1813 e partecipò alla cattura di Burgos (10–12 giugno 1813). Fu poi presente alle battaglie decisive di Vitoria (21 giugno 1813),  e della Nive (9–13 dicembre 1813). Cotton prestò poi servizio in Francia, comandando la Divisione Leggera durante il passaggio dell'Adour (23 febbraio 1814). Partecipò all'assedio di Bayonne e comandò i picchetti della Seconda Brigata delle Guardie nella notte della sortita dei francesi (14 aprile 1814). Fu durante questa sortita che, secondo quanto scritto dal capitano della Guardia Granow, Cotton fu fatto prigioniero. Egli "fuggì consegnando l'orologio e tutto il denaro" che aveva con sé, ricevendo in cambio una bastonata a causa dell'"esiguità della somma". Cotton tornò in Inghilterra con il Primo Battaglione della Terza Guardia nell'aprile 1814, per poi tornare in Francia nel giugno 1815, in seguito alle predite subite tra gli ufficiali del Secondo Battaglione nella Battaglia di Waterloo.
Durante la sua carriera, Cotton giocò ruoli importanti nella prima guerra anglo-birmana (1824–1826), nella grande rivolta degli schiavi in Giamaica (1831–1832) e nella prima guerra anglo-afghana (1839–1842). Divenne luogotenente governatore di Plymouth e ufficiale generale al comando del Distretto Occidentale del British Army nel 1835. Fu poi comandante in capo del Bombay Army, dall'aprile 1847 fino al suo ritiro nel dicembre 1850. Fu nominato cavaliere di Gran Croce dell'Ordine del Bagno e fu anche groom of the bedchamber del duca di Gloucester.

## Ascendenza
|                               |               |                                | Genitori          |  |  | Nonni |  |  | Bisnonni                    |  |  | Trisnonni                  |  |
|                               |               |                                |                   |  |  |       |  |  | Thomas Cotton, II baronetto |  |  | Robert Cotton, I baronetto |  |
|                               |               |                                |                   |  |  |       |  |  | Thomas Cotton, II baronetto |  |  | Robert Cotton, I baronetto |  |
|                               |               | Hester Salusbury               |                   |  |  |       |  |  | Thomas Cotton, II baronetto |  |  |                            |  |
| Lynch Cotton, IV baronetto    |               |                                |                   |  |  |       |  |  | Thomas Cotton, II baronetto |  |  |                            |  |
|                               |               | Philadephia Lynch              | Thomas Lynch      |  |  |       |  |  |                             |  |  |                            |  |
|                               |               | Philadephia Lynch              | Thomas Lynch      |  |  |       |  |  |                             |  |  |                            |  |
|                               |               | Philadephia Lynch              | Vera Herbert      |  |  |       |  |  |                             |  |  |                            |  |
| Rowland Cotton                |               | Philadephia Lynch              |                   |  |  |       |  |  |                             |  |  |                            |  |
|                               |               | Rowland Cotton                 | Ralph Cotton      |  |  |       |  |  |                             |  |  |                            |  |
|                               |               | Rowland Cotton                 | Ralph Cotton      |  |  |       |  |  |                             |  |  |                            |  |
|                               |               | Rowland Cotton                 | Abigail Abney     |  |  |       |  |  |                             |  |  |                            |  |
| Elizabeth Cotton              |               | Rowland Cotton                 |                   |  |  |       |  |  |                             |  |  |                            |  |
|                               |               | Mary Sleigh                    | Samuel Sleigh     |  |  |       |  |  |                             |  |  |                            |  |
|                               |               | Mary Sleigh                    | Samuel Sleigh     |  |  |       |  |  |                             |  |  |                            |  |
|                               |               | Mary Sleigh                    | Elizabeth Harpur  |  |  |       |  |  |                             |  |  |                            |  |
| Willoughby Cotton             |               | Mary Sleigh                    |                   |  |  |       |  |  |                             |  |  |                            |  |
|                               | Richard Aston | Willoughby Aston, II baronetto |                   |  |  |       |  |  |                             |  |  |                            |  |
|                               | Richard Aston | Willoughby Aston, II baronetto |                   |  |  |       |  |  |                             |  |  |                            |  |
|                               | Richard Aston | Mary Offley                    |                   |  |  |       |  |  |                             |  |  |                            |  |
| Willoughby Aston, V baronetto | Richard Aston |                                |                   |  |  |       |  |  |                             |  |  |                            |  |
|                               |               | Elizabeth Warren               | John Warren       |  |  |       |  |  |                             |  |  |                            |  |
|                               |               | Elizabeth Warren               | John Warren       |  |  |       |  |  |                             |  |  |                            |  |
|                               |               | Elizabeth Warren               | …                 |  |  |       |  |  |                             |  |  |                            |  |
| Elizabeth Aston               |               | Elizabeth Warren               |                   |  |  |       |  |  |                             |  |  |                            |  |
|                               |               | Henry Pye                      | Edmund Pye        |  |  |       |  |  |                             |  |  |                            |  |
|                               |               | Henry Pye                      | Edmund Pye        |  |  |       |  |  |                             |  |  |                            |  |
|                               |               | Henry Pye                      | Anne Crewe        |  |  |       |  |  |                             |  |  |                            |  |
| Elizabeth Pye                 |               | Henry Pye                      |                   |  |  |       |  |  |                             |  |  |                            |  |
|                               |               | Anne Bathurst                  | Benjamin Bathurst |  |  |       |  |  |                             |  |  |                            |  |
|                               |               | Anne Bathurst                  | Benjamin Bathurst |  |  |       |  |  |                             |  |  |                            |  |
|                               |               | Anne Bathurst                  | Frances Apsley    |  |  |       |  |  |                             |  |  |                            |  |
|                               |               | Anne Bathurst                  |                   |  |  |       |  |  |                             |  |  |                            |  |